# جيرانت بوين
جيرانت بوين (بالإنجليزية: Geraint Bowen)‏ هو موزع بريطاني، ولد في 11 يناير 1963.

## وصلات خارجية
- جيرانت بوين على موقع ميوزك برينز (الإنجليزية)
- جيرانت بوين على موقع ديسكوغز (الإنجليزية)